# Eriogonum evanidum
Eriogonum evanidum är en slideväxtart som beskrevs av James Lauritz Reveal. Eriogonum evanidum ingår i släktet Eriogonum och familjen slideväxter. Inga underarter finns listade i Catalogue of Life.